# Lapp-Stina
Lapp-Stina (levde under 1800-talets mitt), var en samisk naturläkare.  Hon är en av de samiska kvinnor i historien som föreslås ha varit verksamma som nåjder. 
Hon var verksam som klok gumma i Ångermanland. Hon hade högt anseende för sin förmåga. Hon uppgav att hon fått denna av en kvinna i underjorden, vilket var samma typ av förklaring som gavs av samiska nåjder, och hon kan ha varit en sådan, även om det inte framgår och kanske inte var något den svenska befolkningen kände till. Lars Levi Laestadius beskrev henne utförligt, och uppgav att hon med framgång botade en pastor Nordenson från blindhet och en flicka från rakitis. Han ansåg att hennes förmåga kom från Gud och inte från Satan. 